# Vječni zaborav
Vječni zaborav ili jednostavno zaborav [engl. oblivion preko starofranc. i lat. oblīviō zaborav, od oblīviscī zaboraviti] vjerovanje je da jastvo prestaje postojati nakon smrti nasuprot vjerovanju da postoji zagrobni život kao što su reinkarnacija, raj, čistilište, pakao ili ikoje drugo stanje egzistencije ili svijesti nakon smrti.

## Neuropsihologija
Prema neuropsihologiji, um ili psiha, jednako kao i svijest i ličnost, proizvod su funkcionalnog mozga. Tijekom moždane smrti sve se moždane funkcije trajno prekidaju. Implikacija je da um ne uspijeva preživjeti moždanu smrt i prestaje postojati. Niječući egzistenciju nekakve duhovne ili nematerijalne komponente (poput duše) koja preživljava smrt, neki ljudi vjeruju da je zagrobni život ili svijest nakon smrti znanstveno ili filozofski nemoguć. Pripadnici religija smatraju suprotno i vjeruju u vječni život.

## Više informacija
- duša